# Xerobion hirsuta
Xerobion hirsuta är en insektsart. Xerobion hirsuta ingår i släktet Xerobion och familjen långrörsbladlöss. Inga underarter finns listade i Catalogue of Life.